# Ichneumon potterae
Ichneumon potterae is een vliesvleugelig insect (orde Hymenoptera) uit de familie van de gewone sluipwespen (Ichneumonidae). De wetenschappelijke naam van de soort werd in 2016 door Rebecca Kittel gepubliceerd als nomen novum voor Ichneumon vittatus Gmelin, 1790 die voorkomt in Europa. Die naam was in 1785 echter door Étienne Louis Geoffroy al vergeven aan een andere sluipwesp.
De naam gedenkt Beatrix Potter (1866–1943), een Brits mycologe, schrijfster en illustratrice.